# ماركوس يوهانسون (لاعب هوكي الجليد سويدي)
ماركوس يوهانسون (بالسويدية: Marcus Johansson)‏ هو لاعب هوكي الجليد سويدي، ولد في 16 يوليو 1979 في Uppvidinge Municipality ‏ في السويد.

## وصلات خارجية
- ماركوس يوهانسون على موقع EliteProspects.com (الإنجليزية)
- ماركوس يوهانسون على موقع Eurohockey.com (الإنجليزية)
- ماركوس يوهانسون على موقع HockeyDB.com (الإنجليزية)